# Провиденски район
Провиденски район (на руски: Провиденский район; ескимоски: Урэлӄуйым район) е административна единица в Чукотския автономен окръг, Русия. В границите му е образуван Провиденски градски окръг. Административен център е селището от градски тип Провидения. Площта на района възлиза на 26 800 km², а населението е 3737 души към 2015 г.

## Населени места
| Населено място     | Население |
| ------------------ | --------- |
| сгт Провидения     | 2814      |
| село Нунлигран     | 302       |
| село Енмелен       | 307       |
| село Янракинот     | 314       |
| село Новое Чаплино | 378       |
| село Сиреники      | 402       |

| 2002 | 2009 | 2010 | 2012 | 2013 | 2014 | 2015 |
| 4660 | 4293 | 3923 | 3895 | 3810 | 3771 | 3737 |

### Етнически състав
Чукчите представляват 55% от общото население на района.

## Икономика
Икономиката в региона се базира на селското стопанство, поради високия процент коренно население. На територията на района са открити много полезни изкопаеми (сред които злато, сребро, уран и др.), чиито находища, обаче, не са развити все още. Пристанището в селището от градски тип Провидения (единственото в окръга) е от изключителна важност за обезпечаването на нуждите на окръга.